# Nabil Khachab
Nabil Khachab (Amersfoort, 5 augustus 2000) is een Marokkaans-Nederlands professioneel kickbokser die onder contract staat bij GLORY.

## Biografie
Khachab is geboren in Amersfoort en is van Marokkaanse afkomst. Zijn roots liggen in de omgeving van Driouch, een stad in het noordoosten van Marokko. Naast het kickboksen op het hoogste niveau, studeert hij ook aan de Hogeschool van Utrecht.